# One World Trade Center
One World Trade Center, poznat i kao One WTC ili Svjetski trgovački centar 1, te ponekad pogrešno nazivan Toranj slobode (engl. Freedom Tower), glavna je zgrada obnovljenog kompleksa Svjetskog trgovačkog centra u Donjem Manhattanu u New Yorku. Projektirao ga je David Childs iz arhitektonskog ureda Skidmore, Owings & Merrill. One World Trade Center najviša je zgrada u Sjedinjenim Američkim Državama, najviša zgrada na zapadnoj polutki i sedma najviša na svijetu. Ovaj iznimno visoki neboder nosi isto ime kao Sjeverni toranj izvornog Svjetskog trgovačkog centra, koji je srušen u terorističkim napadima 11. rujna 2001. godine. Novi neboder nalazi se na sjeverozapadnom uglu područja Svjetskog trgovačkog centra, koje zauzima oko 6,5 hektara, na mjestu izvorne zgrade Svjetskog trgovačkog centra 6. Omeđen je West Streetom na zapadu, Vesey Streetom na sjeveru, Fulton Streetom na jugu i Washington Streetom na istoku.